# قائمة حزم برامج إدارة موارد المؤسسات ERP
هذه قائمة ببرمجيات تخطيط موارد المؤسسات (ERP) المعروفة. القسم الأول مخصص للبرمجيات الحرة ومفتوحة المصدر، والقسم الثاني مخصص للبرمجيات الاحتكارية.

## برمجيات ERP حرة ومفتوحة المصدر
| الاسم        | تقنية المنصة                                                     | الرخصة                         | الوصف | بلد/بلدان المنشأ | تاريخ الإصدار المستقر الأخير |
| ------------ | ---------------------------------------------------------------- | ------------------------------ | --- | ---------------- | ---------------------------- |
| Adaxa Suite  | جافا                                                             | رخصة جنو العمومية              | ERP متكامل مبني على Adempiere/iDempiere                                                                                        | أستراليا         |                              |
| Adempiere    | جافا                                                             | رخصة جنو العمومية              | بدأ كتفرع من Compiere | عالميًا           | 2023-01-25 (3.9.4)           |
| Apache OFBiz | جافا، جافا سكريبت، فري ماركر، غروفي، لغة التوصيف القابلة للتوسعة | رخصة أباتشي 2.0                | إطار عمل لحلول وتطبيقات الأعمال من مؤسسة أباتشي للبرمجيات                                                                      | عالميًا           | 2022-09 (18.12.06)           |
| Compiere     | جافا                                                             | رخصة جنو العمومية/تجاري        | نظام ERP وCRM للمؤسسات الصغيرة والمتوسطة في التوزيع والتجزئة والخدمات والتصنيع. استحوذت عليه Consona Corporation في يونيو 2010 | الولايات المتحدة | 2010 (3.3.0)                 |
| Dolibarr     | جافا سكريبت، بي إتش بي، ماي إس كيو إل أو بوستجري إس كيو إل       | GPLv3                          | تطبيق ويب مبني على حزمة LAMP لإدارة الكيانات الصغيرة والمتوسطة                                                                 | عالميًا           | 2021-09 (14.0.2)             |
| ERP5         | بايثون، جافا سكريبت، Zope، أو MySQL                              | رخصة جنو العمومية              | مبني على نموذج موحد يناسب المؤسسات المتوسطة والكبيرة                                                                           | عالميًا           | 2014 (5.5)                   |
| ERPNext      | بايثون، جافا سكريبت، ماريا دي بي                                 | GPLv3                          | ERP للأعمال الصغيرة والمتوسطة                                                                                                  | الهند            | 2023-07-05 (14.29.1)         |
| iDempiere    | جافا، PostgreSQL/Oracle                                          | GPLv2                          | OSGI + Adempiere | عالميًا           | 2022-12 (10)                 |
| Kuali        | جافا                                                             | رخصة أجي بي إل العمومية العامة | ERP للمؤسسات التعليمية العليا                                                                                                  | الولايات المتحدة |                              |
| LedgerSMB    | بيرل، PostgreSQL                                                 | رخصة جنو العمومية              | محاسبة مزدوجة ونظام ERP (تفرع في 2006 عن SQL-Ledger)                                                                           | عالميًا           | 2025-أبريل (1.12.7)          |
| metasfresh   | جافا، جافا سكريبت، بوستجري إس كيو إل 9.5                         | GPL، تجاري (سحابي)             | نظام ERP متكامل، بدأ كتفرع ودّي من ADempiere                                                                                    | عالميًا           | 2022-03 (5.174)              |
| Odoo         | جافا سكريبت، بايثون، بوستجري إس كيو إل                           | LGPLv3/تجاري                   | حزمة أدوات لإدارة الأعمال تشمل CRM والتجارة الإلكترونية والمحاسبة والمخزون وغيرها. كان يعرف سابقًا باسم OpenERP                 | عالميًا           | 2024-10 (18.0)               |
| SplendidCRM  | C#، Microsoft SQL                                                | رخصة أجي بي إل العمومية العامة | نظام CRM مبني على بيئة مايكروسوفت (IIS وSQL Server)                                                                            | الولايات المتحدة | 2005                         |
| SQL-Ledger   | Perl، PostgreSQL                                                 | رخصة جنو العمومية              | نظام ERP ومحاسبة مزدوجة القيد                                                                                                  | كندا             | 2020-01 (3.2.9)              |
| Tryton       | بايثون، PostgreSQL، GTK+، جافا سكريبت                            | GPLv3                          | تفرع عن TinyERP، بكود منقح ومسار تحديث مستمر                                                                                   | عالميًا           | 2023-10 (7.0)                |

## بائعو برمجيات ERP الاحتكارية
- ون سي كامبوني – 1C:Enterprise
- 24SevenOffice – إصدارات Start، Premium، Professional، وCustom
- 3i Infotech – Orion ERP، Orion 11j، Orion 11s
- abas Software AG – abas ERP
- Acumatica – Acumatica Cloud ERP
- BatchMaster Software – BatchMaster ERP
- Consona Corporation – AXIS ERP، Intuitive ERP، Made2Manage ERP
- CGI Group – CGI Advantage
- CGram Software – CGram Enterprise
- Consona Corporation – Cimnet Systems، Compiere الإصدار المهني، Encompix ERP
- Ciright Systems – Ciright ERP
- Comarch – Comarch ERP XT، Comarch Optima، Comarch ERP Standard (Altum)، Comarch ERP Enterprise (Semiramis)
- Deacom – DEACOM ERP
- Deltek – Costpoint
- Epicor – Epicor Kinetic ERP، Epicor iScala، Epicor Eagle، Prophet 21[4]
- Erply – ERP للتجزئة
- Exact Software – Globe Next، Exact Online
- FinancialForce – FinancialForce ERP
- Fishbowl – Fishbowl Inventory
- Fujitsu Glovia Inc. – GLOVIA G2[5]
- Greentree International – Greentree Business Software
- IFS AB – IFS Cloud[6]
- Inductive Automation – Ignition MES، وحدة OEE
- Infor Global Solutions – Infor CloudSuite Financials، Infor LN، Infor M3، Infor CloudSuite Industrial (SyteLine)، Infor VISUAL، Infor Distribution SX.e[7]
- IQMS – EnterpriseIQ[6]
- Jeeves Information Systems AB – Jeeves
- مايكروسوفت – مايكروسوفت داينامكس  [لغات أخرى]‏ (خط منتجات ERP وCRM)، NAV-X[6]
- Open Systems Accounting Software – OSAS، TRAVERSE
- Oracle – Oracle Fusion Cloud، Oracle ERP Cloud، Oracle NetSuite، Oracle E-Business Suite، JD Edwards EnterpriseOne، JD Edwards World، PeopleSoft، Oracle Retail[6]
- Panaya – Panaya CloudQuality Suite
- Planet Soho – SohoOS
- Plex Systems – Plex Online
- Pronto Software – Pronto Software
- QAD Inc – QAD Enterprise Applications (سابقًا MFG/Pro)
- Quintiq
- Ramco Systems – Ramco Enterprise Series 4.x، e.Applications، On Demand ERP
- Sage Group – Sage 100 (سابقًا Sage ERP MAS 90 و200)، Sage 300 (سابقًا Accpac)، 500 ERP، Sage X3، Sage Intacct
- SAP – mySAP، SAP Business All-in-One، SAP Business ByDesign، SAP Business One، SAP Business Suite، SAP S/4HANA[6]
- Sescoi – MyWorkPLAN، WorkPLAN Enterprise
- Tally Solutions – Tally.ERP 9
- خدمات تاتا الاستشارية – iON
- TechnologyOne – TechnologyOne
- TradeCard – TradeXpress
- ترانستيك سيستيمز – Compass ERP
- UFIDA – UFIDA NC، UFIDA ERP-U8 All-in-one، UFIDA U9
- Unit4 – Unit4 ERPx، Unit4 Financials by Coda
- Visma – Visma Business، Visma.net ERP، Visma Global
- Walker Interactive Systems – CARMS، CORE، AP/PO
- Workday, Inc. – Workday
- Works Applications – AI Works